# BurJuman
BurJuman — крупный торговый центр в Дубае (Объединённые Арабские Эмираты). Один из старейших в стране. Открылся в 1991 году в историческом центре города, в районе Bur Dubai. Недалеко находится пересадочная станция Дубайского метрополитена Khaleed bin Waleed.
В BurJuman на площади около 74 000 м² размещается более 300 магазинов. Торговый центр имеет парковку на 3 400 автомобилей. Торговый центр объединён с четырёхзвёздочной гостиницей Burjuman Rotana Suites в единый комплекс.
В 2004 году торговый комплекс был расширен.